# Gary Oldman
Gary Leonard Oldman (født 21. marts 1958) er en britisk skuespiller og filminstruktør, kendt for karakterroller, b.la.  dæmoniske skurkeroller i amerikanske film, bl.a. Sid and Nancy (1986), Dracula (1992), Det femte element (1997) og Harry Potter og fangen fra Azkaban (2004). Han har også medvirket i Harry Potter og Flammernes Pokal (2005) (kort) og i Harry Potter og Fønixordenen (2007). 
Han modtog ved Oscaruddelingen 2018 en Oscar for bedste mandlige hovedrolle for sin præstation i rollen som Storbritanniens premierminister under anden verdenskrig, Winston Churchill i filmen  Darkest Hour. Han medvirker desuden også som politikommissær Jim Gordon i Batman Begins, The Dark Knight og The Dark Knight Rises.
Han debuterede som instruktør med den socialrealistiske Tilværelsens bagside (1997).

## Filmografi

### Film
| År   | Titel                                         | Rolle                                  | Noter                                           | Ref.  |
| ---- | --------------------------------------------- | -------------------------------------- | ----------------------------------------------- | ----- |
| 1982 | Remembrance                                   | Daniel                                 |                                                 |       |
| 1983 | Meantime                                      | Coxy                                   |                                                 |       |
| 1986 | Sid and Nancy                                 | Sid Vicious                            |                                                 |       |
| 1987 | Prick Up Your Ears                            | Joe Orton                              |                                                 |       |
| 1988 | Track 29                                      | Martin                                 |                                                 |       |
| 1988 | Mord i regnen                                 | Ben Chase                              |                                                 |       |
| 1988 | We Think the World of You                     | Johnny                                 |                                                 |       |
| 1989 | Chattahoochee                                 | Emmett Foley                           |                                                 |       |
| 1990 | Rosenkrans og Gyldenstjerne er døde           | Rosenkrans                             |                                                 |       |
| 1990 | Nattens engle                                 | Jackie Flannery                        |                                                 |       |
| 1990 | Henry & June                                  | Pop                                    | Krediteret som Maurice Escargot                 |       |
| 1991 | JFK                                           | Lee Harvey Oswald                      |                                                 |       |
| 1992 | Bram Stoker's Dracula                         | Grev Dracula                           |                                                 |       |
| 1993 | True Romance                                  | Drexl Spivey                           |                                                 |       |
| 1993 | Romeo bløder                                  | Jack Grimaldi                          |                                                 |       |
| 1994 | Léon: The Professional                        | Norman Stansfield                      |                                                 |       |
| 1994 | Immortal Beloved                              | Ludwig van Beethoven                   |                                                 |       |
| 1995 | Overlagt mord                                 | Milton Glenn                           |                                                 |       |
| 1995 | Det flammende bogstav                         | Præsten Arthur Dimmesdale              |                                                 |       |
| 1996 | Basquiat                                      | Albert Milo                            |                                                 |       |
| 1997 | Det femte element                             | Jean-Baptiste Emanuel Zorg             |                                                 |       |
| 1997 | Air Force One                                 | Egor Korshunov                         |                                                 |       |
| 1997 | Nil by Mouth                                  | N/A                                    | Kun instruktør, manuskriptforfatter og producer |       |
| 1998 | Lost in Space                                 | Dr. Zachary Smith                      |                                                 |       |
| 1998 | Quest for Camelot                             | Lord Ruber                             | Voice                                           |       |
| 1999 | Plunkett & Macleane                           | N/A                                    | Kun executive producer                          |       |
| 2000 | The Contender                                 | Representative Sheldon Runyon          | Også executive producer                         |       |
| 2001 | Nobody's Baby                                 | Buford Hill                            | Også producer                                   |       |
| 2001 | Hannibal                                      | Mason Verger                           | Uncredited                                      |       |
| 2002 | Interstate 60                                 | O.W. Grant                             |                                                 |       |
| 2002 | The Hire: Beat the Devil                      | The Devil                              | Kortfilm                                        |       |
| 2003 | Tiptoes                                       | Rolfe Bedalia                          |                                                 |       |
| 2003 | Sin                                           | Charlie Kraken / Charlie Strom         |                                                 |       |
| 2004 | Who's Kyle?                                   | Scouse                                 | Kortfilm                                        |       |
| 2004 | Harry Potter and the Prisoner of Azkaban      | Sirius Black                           |                                                 |       |
| 2005 | Batman Begins                                 | James Gordon                           |                                                 |       |
| 2005 | Harry Potter and the Goblet of Fire           | Sirius Black                           | Cameo                                           |       |
| 2006 | The Backwoods                                 | Paul                                   |                                                 |       |
| 2007 | Harry Potter and the Order of the Phoenix     | Sirius Black                           |                                                 |       |
| 2008 | Dead Fish                                     | Lynch                                  |                                                 |       |
| 2008 | The Dark Knight                               | James Gordon                           |                                                 |       |
| 2009 | The Unborn                                    | Rabbi Joseph Sendak                    |                                                 |       |
| 2009 | Rain Fall                                     | William Holtzer                        |                                                 |       |
| 2009 | A Christmas Carol                             | Tiny Tim / Bob Cratchit / Jacob Marley | Motion capture                                  |       |
| 2009 | Planet 51                                     | General Grawl                          | Voice                                           |       |
| 2010 | The Book of Eli                               | Bill Carnegie                          |                                                 |       |
| 2010 | Countdown to Zero                             | Narrator                               | Documentary                                     |       |
| 2010 | One Night in Turin                            | Narrator                               | Documentary                                     |       |
| 2011 | Red Riding Hood                               | Father Solomon                         |                                                 |       |
| 2011 | Kung Fu Panda 2                               | Lord Shen                              | Voice                                           |       |
| 2011 | Harry Potter and the Deathly Hallows – Part 2 | Sirius Black                           | Cameo                                           | [ 2 ] |
| 2011 | Tinker Tailor Soldier Spy                     | George Smiley                          |                                                 |       |
| 2011 | Guns, Girls and Gambling                      | Elvis Elvis                            |                                                 |       |
| 2012 | The Dark Knight Rises                         | James Gordon                           |                                                 |       |
| 2012 | Lawless                                       | Floyd Banner                           |                                                 |       |
| 2013 | Paranoia                                      | Nicolas Wyatt                          |                                                 |       |
| 2014 | RoboCop                                       | Dr. Dennett Norton                     |                                                 |       |
| 2014 | Dawn of the Planet of the Apes                | Dreyfus                                |                                                 |       |
| 2015 | Child 44                                      | General Timur Nestorov                 |                                                 |       |
| 2016 | Man Down                                      | Captain Peyton                         |                                                 |       |
| 2016 | Criminal                                      | CIA Senior Agent Quaker Wells          |                                                 |       |
| 2017 | The Space Between Us                          | Nathaniel Shepherd                     |                                                 |       |
| 2017 | The Hitman's Bodyguard                        | Vladislav Dukhovich                    |                                                 |       |
| 2017 | Darkest Hour                                  | Winston Churchill                      | Best Actor Academy Award                        |       |
| 2018 | Tau                                           | Tau                                    | Voice                                           |       |
| 2018 | Hunter Killer                                 | Admiral Charles Donnegan               |                                                 |       |
| 2019 | Killers Anonymous                             | The Man                                |                                                 |       |
| 2019 | Mary                                          | David                                  |                                                 |       |
| 2019 | The Laundromat                                | Jürgen Mossack                         |                                                 |       |
| 2019 | The Courier                                   | Ezekiel Mannings                       |                                                 |       |
| 2020 | Mank                                          | Herman J. Mankiewicz                   |                                                 |       |
| 2021 | Crisis                                        | Dr. Tyrone Brower                      |                                                 |       |
| 2021 | The Woman in the Window                       | Alistair Russell                       |                                                 |       |
| 2023 | Oppenheimer                                   | Harry S. Truman                        |                                                 |       |

### Tv
| År           | Titel                                             | Rolle               | Noter                                                 | Ref.  |
| ------------ | ------------------------------------------------- | ------------------- | ----------------------------------------------------- | ----- |
| 1983         | Meantime                                          | Coxy                | Television film                                       |       |
| 1984         | Dramarama                                         | Ben                 | Episode: "On Your Tod"                                |       |
| 1984         | Morgan's Boy                                      | Colin               | 4 episodes                                            |       |
| 1985         | Summer Season                                     | Gary                | Episode: "Rachel and the Roarettes"                   |       |
| 1986         | Honest, Decent and True                           | Derek Bates         | Television film                                       |       |
| 1989         | The Firm                                          | Clive "Bex" Bissell | Television film                                       |       |
| 1989         | Knots Landing                                     | Don Ross            | Episode: "Close Call"                                 |       |
| 1991         | Heading Home                                      | Ian Tyson           | Television film                                       |       |
| 1993         | Fallen Angels                                     | Pat Keiley          | Episode: "Dead End for Delia"                         |       |
| 1999         | Tracey Takes On...                                | Hairdresser         | Episode: "Hair"                                       |       |
| 1999         | Jesus                                             | Pontius Pilate      | Television film                                       |       |
| 2001         | Friends                                           | Richard Crosby      | Episode: "The One with Monica and Chandler's Wedding" |       |
| 2002         | Greg the Bunny                                    | Himself             | Episode: "Piddler on the Roof"                        |       |
| 2022         | Harry Potter 20th Anniversary: Return to Hogwarts | Himself             | HBO Max Special                                       |       |
| 2022–present | Slow Horses                                       | Jackson Lamb        | Main role                                             | [ 3 ] |